# Pablo Villamar Díaz
Pablo Villamar Díaz (Narón, Galícia, 1961) és un polític gallec, vicepresident de la Diputació de Corunya des de 2007.

## Biografia
Tècnic d'organització de l'empresa Navantia, va accedir al món de la política cap a l'any 1977. Lligat al nacionalisme gallec des de jove va passar a formar part del Bloc Nacionalista Gallec, i sota aquestes sigles des de l'any 1999 va assumir càrrecs institucionals de rellevància. Primer com a regidor de Narón entre els anys 1999 i 2003, més tard obtenint l'acta de diputat per la Província de la Corunya dedicat a la sorra de turisme (2003-2007), i finalment com a vicepresident de la Diputació de la Corunya, càrrec que va adquirir en l'any 2007 i que manté en l'actualitat.